# Kathedrale von Angers

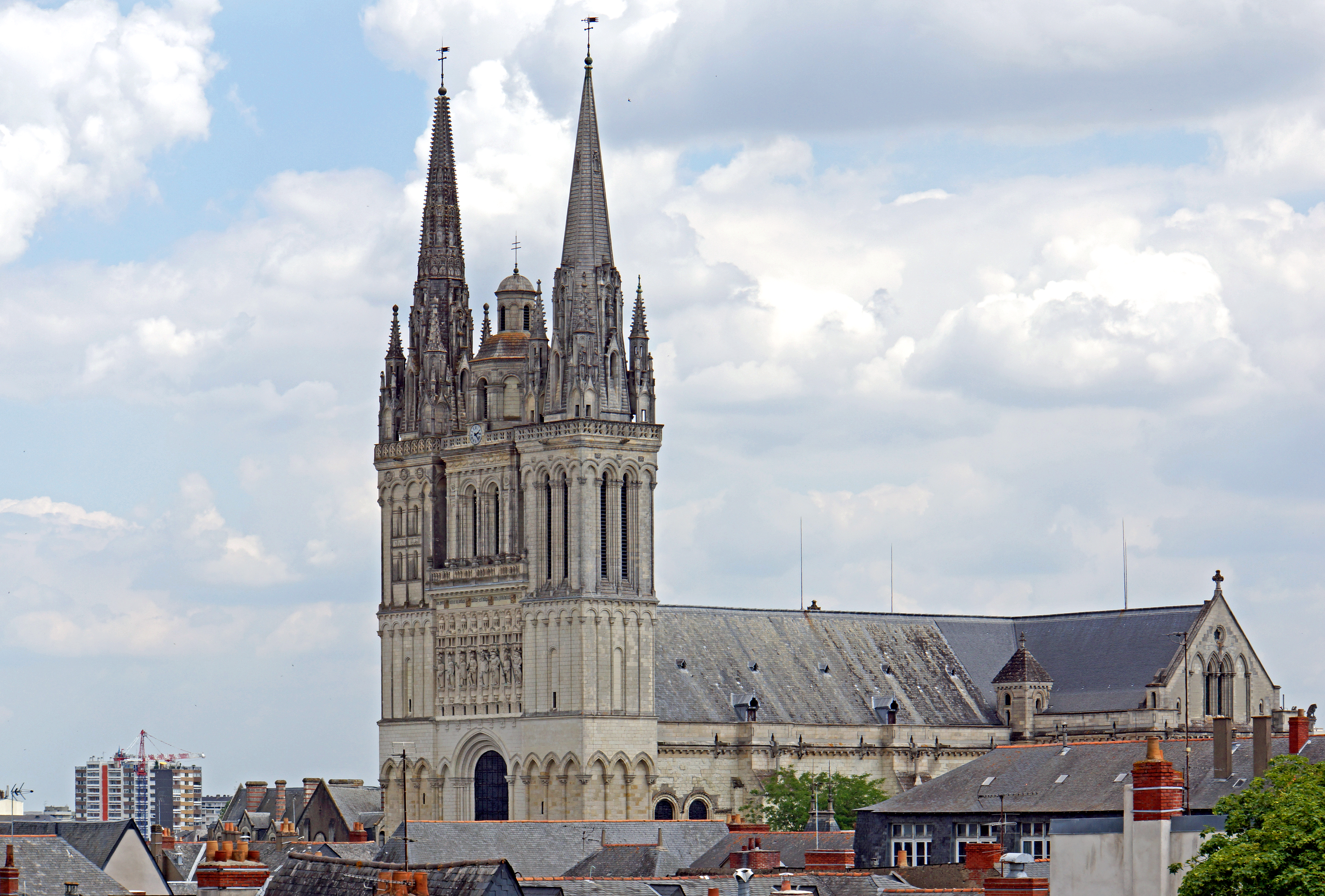
Kathedrale von Angers

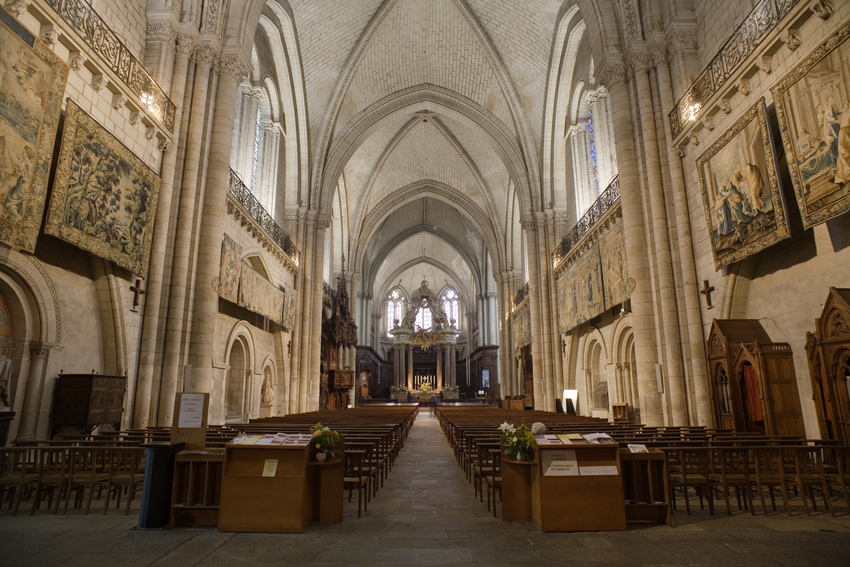
Kirchenschiff und Chor

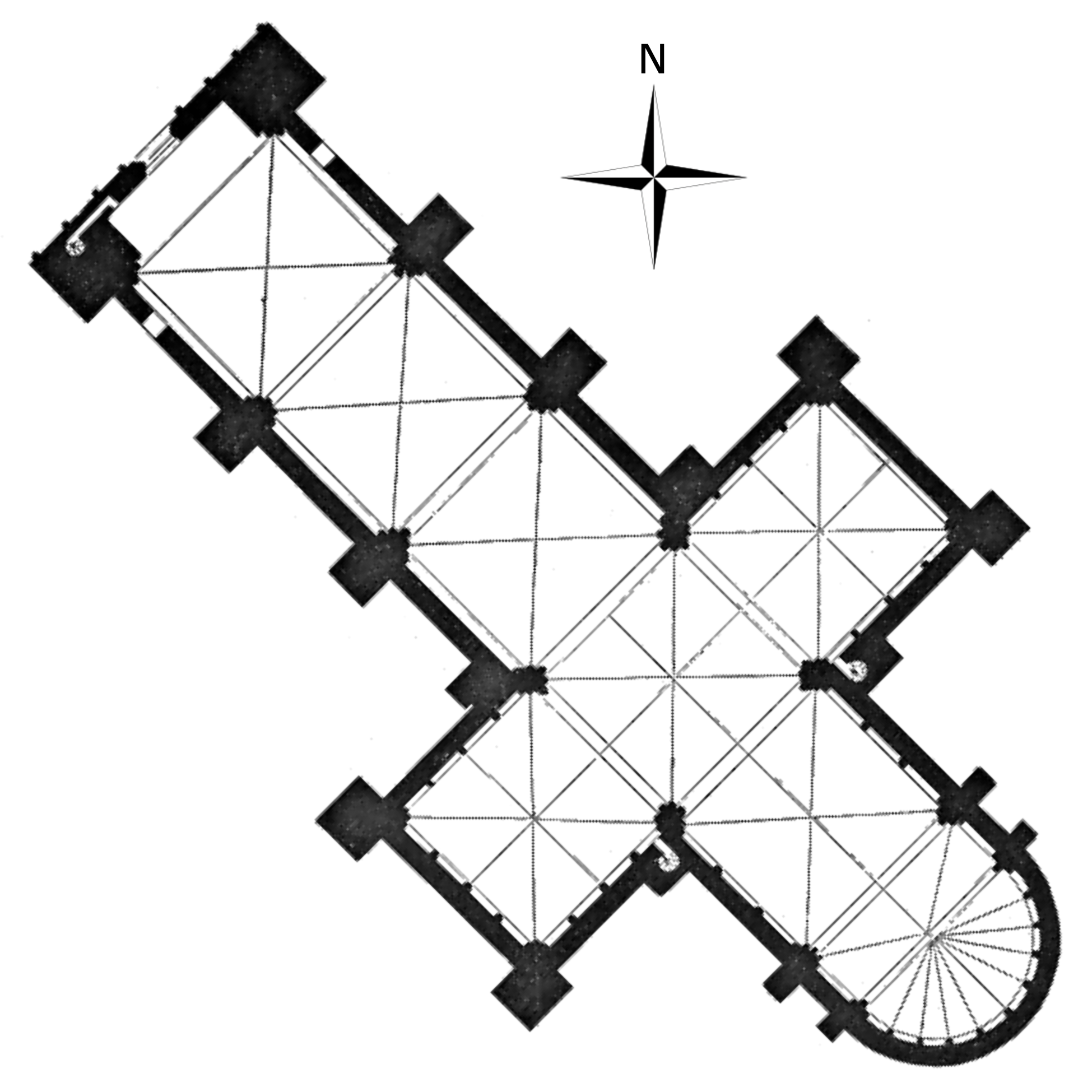
Grundriss

Die dem hl. Mauritius (französisch Saint-Maurice) geweihte Kathedrale von Angers ist das religiöse Zentrum der Stadt und des Bistums Angers. Seit dem Jahr 1862 ist das Bauwerk als Monument historique anerkannt. Sie ist eines der Hauptwerke der Angevinischen Gotik. Die teilweise noch romanische Fassadengestaltung ist dabei nicht untypisch.

## Lage
Die Kathedrale steht auf dem höchsten Punkt der Stadt (ca. 60 m) jeweils ca. 400 m vom Schloss (château) und vom Fluss Maine entfernt. Die Kirche ist nicht geostet, sondern nach Südosten ausgerichtet, um fast genau 45° gegenüber dem Gradnetz gedreht.

## Geschichte und Architektur
Zu Beginn des 11. Jahrhunderts ließ Hubert von Vendôme, Bischof von Angers in den Jahren zwischen 1006 und 1047, eine neue Kirche mit einem einzigen Schiff bauen. Die neue Kathedrale wurde am 16. August 1025 geweiht. Bereits nach sieben Jahren brannte das Gotteshaus nieder und wurde erst Ende des 11. Jahrhunderts von Bischof Geoffroy de Tours (1081–1093) wieder benutzbar gemacht. Seine Nachfolger Renaud de Martigné (1102–1125) und Ulger (1125–1148) ließen die Kathedrale dann schließlich wiederaufbauen. Unter den Bischöfen Normand de Doué (1148–1153) und Guillaume de Beaumont (1202–1240) wurden die Arbeiten weiter vorangetrieben.
Die romanischen Mauern des Kirchenschiffs blieben bis zur halben Höhe erhalten. Um die Mitte des 12. Jahrhunderts erhielt die Kirche ein gebustes Kreuzrippengewölbe, welches zum Vorbild vieler Gewölbe der angevinischen Gotik wurde (Domikalgewölbe). Etwas später entstanden das Querschiff und der Chor, der über den spätantiken Mauern der Stadt errichtet wurde. Die beiden Westtürme wurden in den Jahren 1518 und 1523 fertiggestellt; der achteckige Pavillon mit aufgesetzter Laterne des mittleren Turms stammt aus dem 17. Jahrhundert.

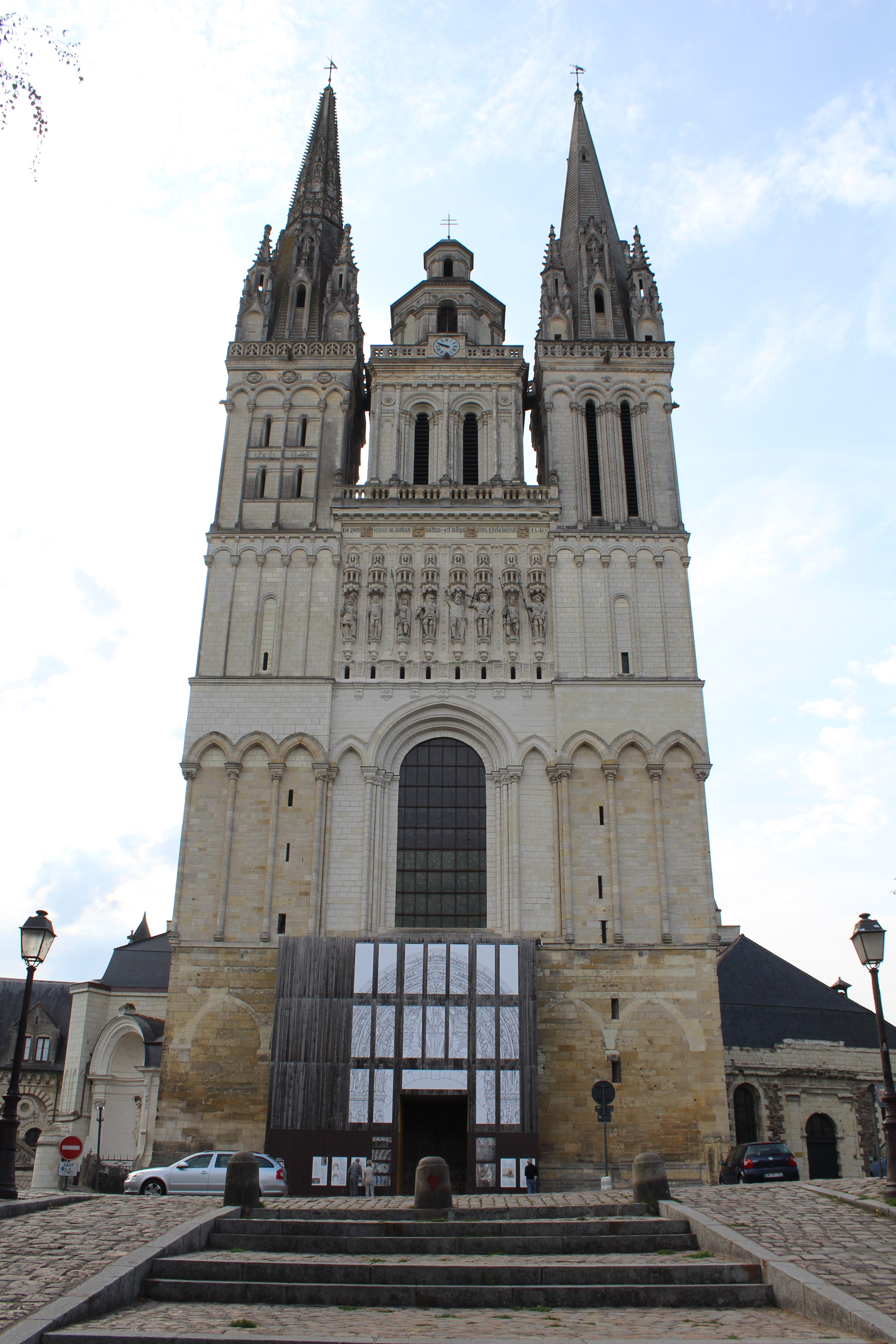
Westfassade der Kathedrale
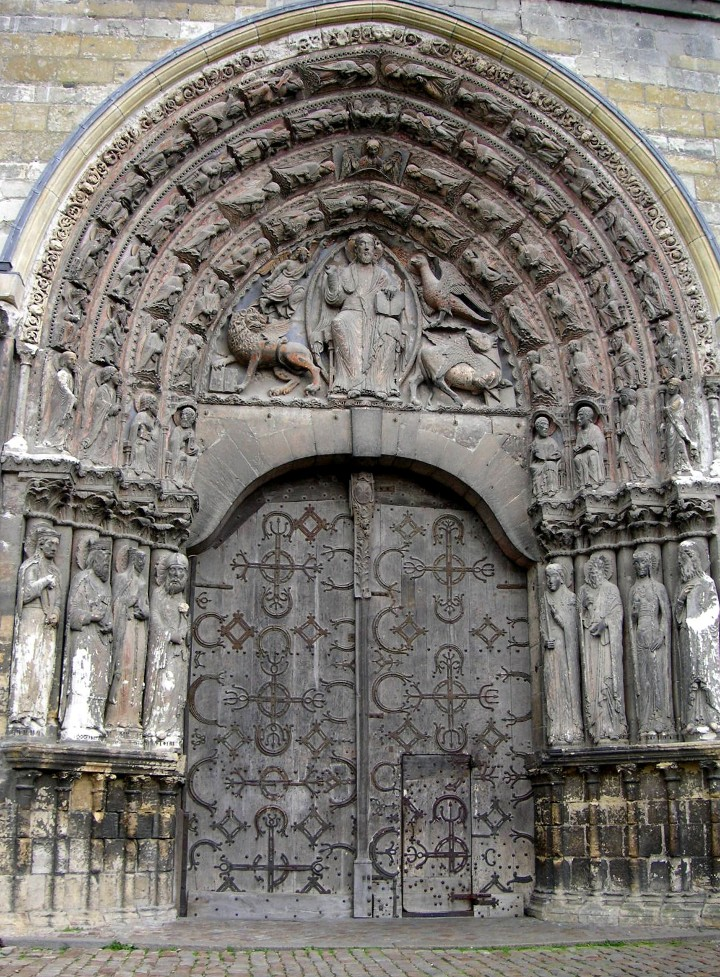
frühgotisches Westportal
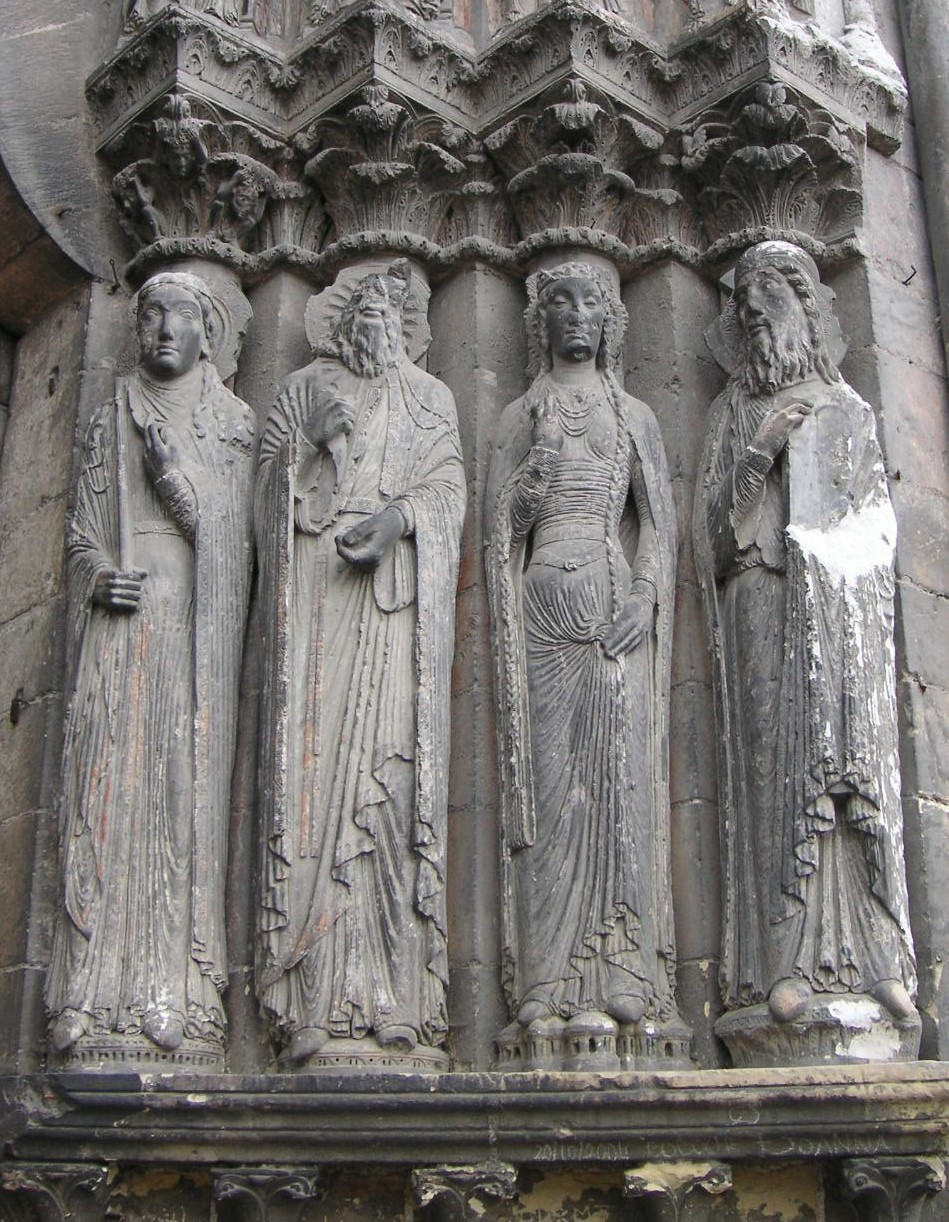
Gewändefiguren am Westportal
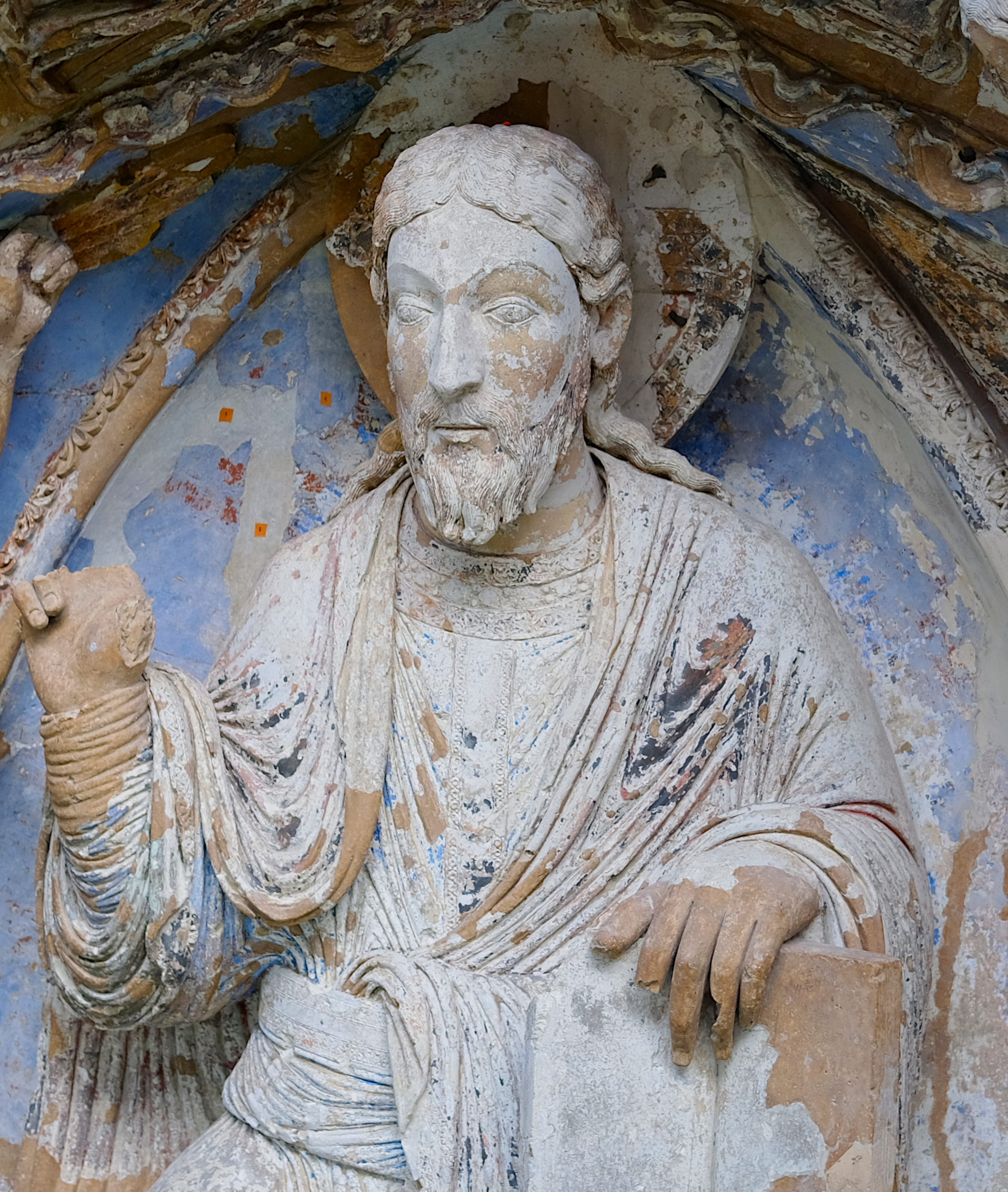
Christus im Tympanon des Westportals

## Dimensionen
- Gesamtlänge: 90,47 m
- Breite der Westfassade: 23 m
- Höhe des Schiffs: 24,7 m
- Breite des Schiffs: 16,4 m
- Länge des Schiffs: 48 m
- Höhe der Türme: 75 m

## Ausstattung

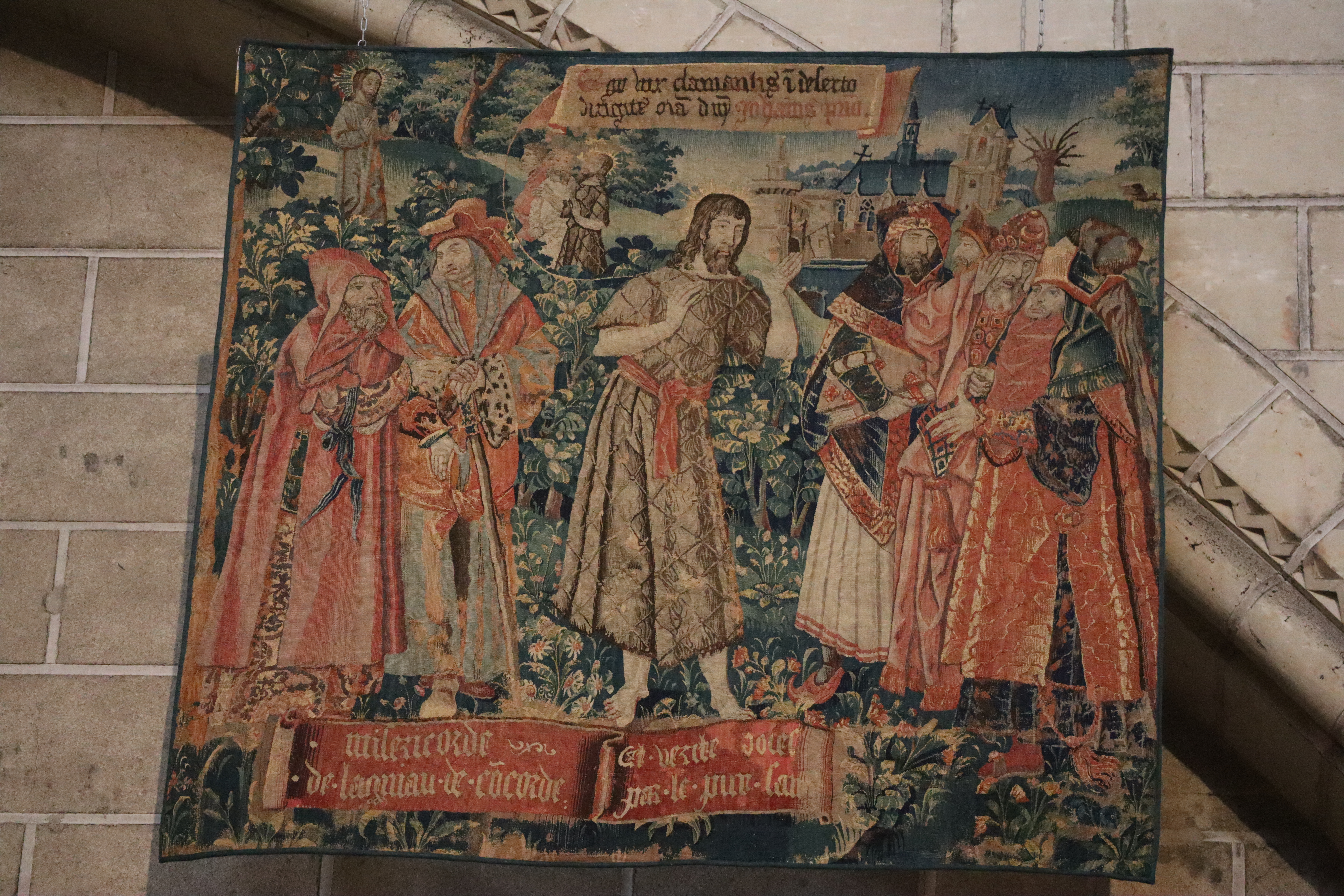
Bildteppich mit komplexer Handlung, St. Martin betreffend

Unter den Kunstwerken in der Kathedrale (siehe Anm. 1) befinden sich:
- das Tympanon des Westportals ist vom Königsportal der Kathedrale von Chartres beeinflusst; es zeigt den thronenden Christus in einer Mandorla und umgeben von den vier geflügelten Wesen der Apokalypse (Tetramorph),
- eine Wandmalerei aus dem 13. Jahrhundert, die um 1980 entdeckt wurde und die das Leben des heiligen Maurilius von Angers darstellt,
- ein Glasfenster (vitreau) im Querschiff, ebenfalls aus dem 13. Jahrhundert, mit einer Darstellung des Lebens des Erzbischofs Julian von Toledo, gilt als Hauptwerk des Glasmalerei jener Zeit,
- der barocke Altaraufsatz (ciborium), darunter eine Serie mit Szenen aus dem Leben Johannes des Täufers, sowie
- Kanzel (chaire) und Chorgestühl (stalles) (19. Jahrhundert)
- Zahlreiche Bildteppiche aus dem 14./15. Jahrhundert

## Orgel

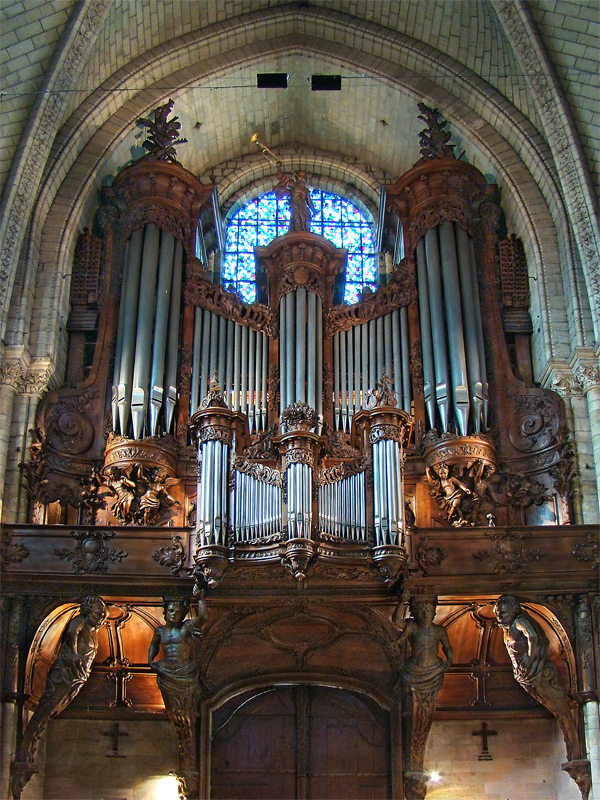
Orgel

Die Geschichte der Orgeln reicht zurück in das 14. Jahrhundert. Das heutige Instrument geht zurück auf eine Orgel, die im Jahr 1617 vom Orgelbauer Jacques Girardet erbaut wurde, wohl unter Wiederverwendung von Pfeifenmaterial aus der Vorgängerorgel. Diese Orgel hatte 47 Register auf drei Manualen. Ein Pedalwerk kam erst 1701 hinzu. Im 18. Jahrhundert wurde das Orgelgehäuse ersetzt. In den Jahren 1869–1872 wurde die Orgel von Aristide Cavaillé-Coll reorganisiert. 1959 wurde das Instrument elektrifiziert und um 19 Register auf nun 66 Register auf drei Manualen und Pedal erweitert.
| I Positif de Dos C–g3 |       |
| Quintaton             | 16′   |
| Montre                | 8′    |
| Bourdon               | 8′    |
| Unda Maris            | 8′    |
| Prestant              | 4′    |
| Flûte douce           | 4′    |
| Quinte                | 2 ⁄3′ |
| Doublette             | 2′    |
| Cornet V              | 8′    |
| Fourniture III        |       |
| Cymbale III           |       |
| Trompette             | 8′    |
| Cromorne              | 8′    |
| Clairon               | 4′    |

| II Grand Orgue C–g3  |        |
| Montre               | 16′    |
| Bourdon              | 16′    |
| Montre               | 8′     |
| Bourdon              | 8′     |
| Flûte harmonique     | 8′     |
| Salicional           | 8′     |
| Grosse Quinte        | 5 1⁄3′ |
| Prestant             | 4′     |
| Flûte                | 4′     |
| Quinte               | 2 ⁄3′  |
| Doublette            | 2′     |
| Tierce               | 1 3⁄5′ |
| Grand Cornet V       | 16′    |
| Plein-jeu IV         |        |
| Cymbale III          |        |
| Bombarde             | 16′    |
| Trompette            | 8′     |
| Clairon              | 4′     |
| Trompette en chamade | 8′     |
| Clairon en chamade   | 4′     |

| III Récit expressif C–g3 |        |
| Bourdon                  | 16′    |
| Principal                | 8′     |
| Quintaton                | 8′     |
| Viole de gambe           | 8′     |
| Voix céleste             | 8′     |
| Flûte harmonique         | 8′     |
| Prestant                 | 4′     |
| Flûte octaviante         | 4′     |
| Nazard                   | 2 ⁄3′  |
| Octavin                  | 2′     |
| Tierce                   | 1 3⁄5′ |
| Fourniture IV            |        |
| Cymbale IV               |        |
| Bombarde                 | 16′    |
| Trompette                | 8′     |
| Basson-Hautbois          | 8′     |
| Voix humaine             | 8′     |
| Clairon                  | 4′     |

| Pédale C–f1         |     |
| Soubasse            | 32′ |
| Contrebasse         | 16′ |
| Bourdon             | 16′ |
| Violoncelle         | 8′  |
| Bourdon             | 8′  |
| Flûte               | 8′  |
| Octave              | 4′  |
| Doublette           | 2′  |
| Plein-jeu IV        |     |
| Bombarde acoustique | 32′ |
| Bombarde            | 16′ |
| Trompette           | 8′  |
| Clairon             | 4′  |